# Springer Ferenc

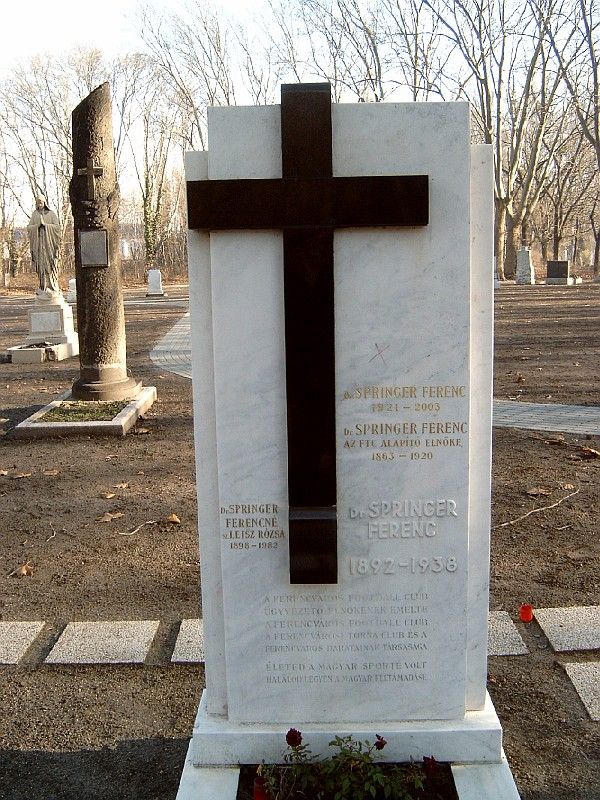
Idősebb Springer Ferenc és ifjabb Springer Ferenc (1921-2003) sírja Budapesten. Kerepesi temető: 41-1-30.

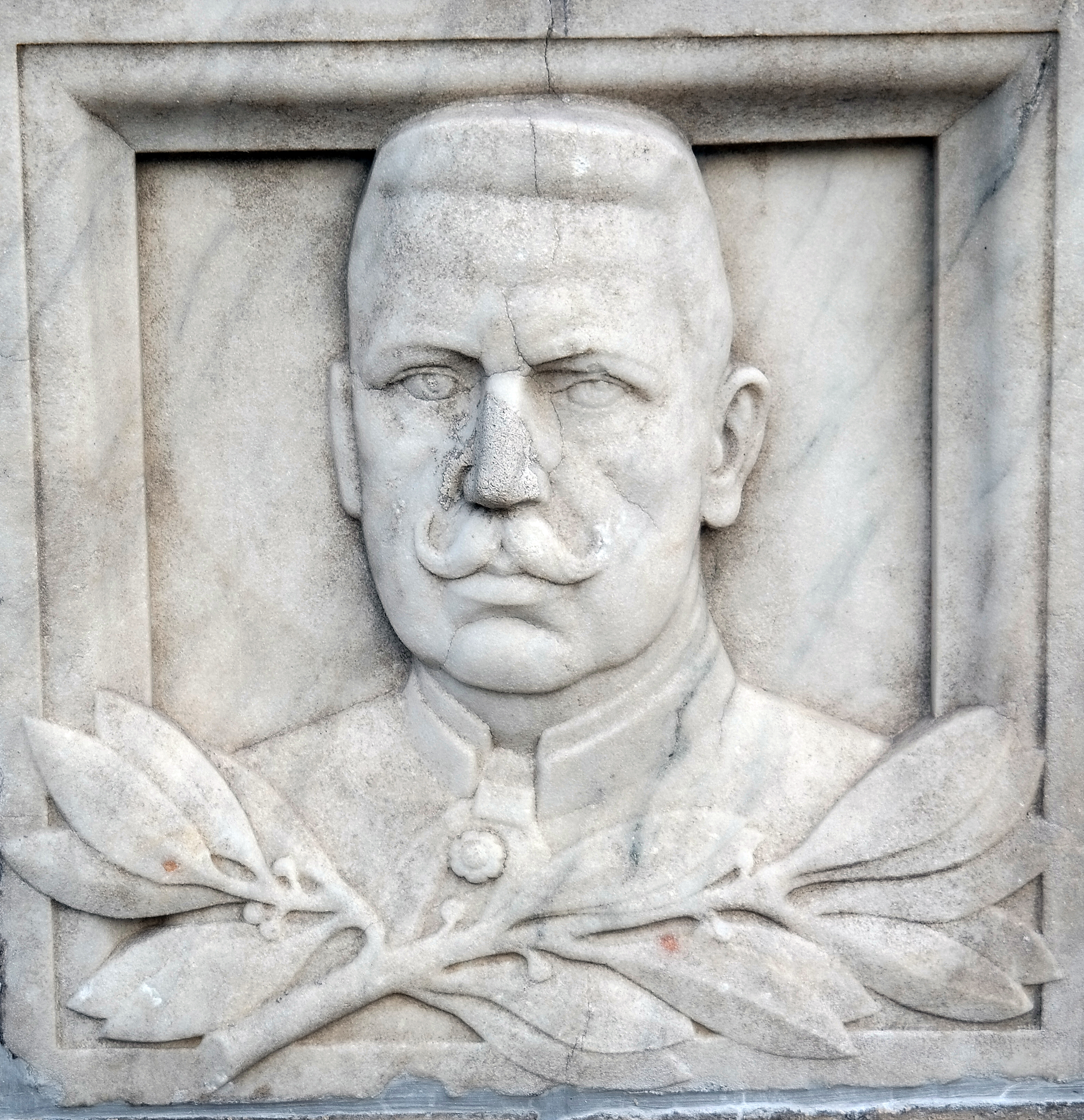
Springer Ferenc domborműve
(Budapest, Groupama Aréna főbejárat)
Berán Lajos alkotása

Springer Ferenc (Pest, 1863. október 15. – Budapest, 1920. október 29.) a magyar labdarúgás szervezője, ügyvéd, politikus, a Ferencvárosi Torna Club első elnöke.

## Családja
Szülei Springer Ferenc és Förster Anna voltak. Fia Sályi István mérnök. Unokái: Mensáros László színész, Mensáros Zoltán író, dr. Springer Ferenc a Velencei-tavi Intéző Bizottság főtitkára és dr. Springer Miklós ügyvéd.

## Életpályája
Gimnáziumi tanulmányait a budapesti piarista gimnáziumban végezte 1874–1882 között. Érettségi után jogi tanulmányokat folytatott, és miután 1896-ban megszerezte az ügyvédi oklevelet, ügyvédi irodát nyitott Budapesten. 1896. április 29-én Budapesten, a Ferencvárosban házasságot kötött a nála 14 évvel fiatalabb Bauer Mária Kornélia Antóniával, dr. Bauer Antal és Rosenbach Ida lányával.
1913-ban országgyűlési képviselővé választották Budapesten, az Egyesült Negyvennyolcas és Függetlenségi Párt színeiben. A Ferencvárosi Torna Club (FTC) első elnöke. Szerepe volt az Üllői úti sporttelepének létrehozásában és a Magyar Labdarúgó-szövetség megalakításában is.
Dr. Springer Ferenc 1920. október 29-én hunyt el, ezrek kísértek el utolsó útjára. 1922. szeptember 24-én az Üllői úti pályán a hálás szurkolók ünnepséget tartottak, ekkor avatták fel a klubalapító elnök emlékére készíttetett szobrot, Mátray Lajos alkotását. A Springer szobor mind a mai napig ott áll az Üllői úti stadionban szemben a labdarúgó játéktérrel. 1977-ben helyreállították a fatörzsre támaszkodó férfi atléta alakját formázó emlékművet.

## Díjai, elismerései
- Ferencváros díszpolgára (1999.)[3]